# Regionales Schutzgebiet Comunal Alto Tamaya – Abujao
Das Regionale Schutzgebiet Comunal Alto Tamaya – Abujao, span. Área de Conservación Regional Comunal Alto Tamaya – Abujao (ACR CATA), befindet sich in der Region Ucayali in Ost-Peru an der brasilianischen Grenze. Das Schutzgebiet wurde am 22. Juli 2021 eingerichtet. Die Regionalregierung von Ucayali ist die für das Schutzgebiet zuständige Behörde. Das Schutzgebiet besitzt eine Größe von 1500,11 km². Es dient der Erhaltung von tropischen Regenwäldern und Bambuswäldern.

## Lage
Das Schutzgebiet befindet sich 100 km östlich der Regionshauptstadt Pucallpa in den Distrikten Callería und Masisea der Provinz Coronel Portillo. Das Areal wird über die Flüsse Río Abujao und Río Tamaya nach Westen bzw. Süden entwässert. Im Nordosten reicht das Schutzgebiet bis an die brasilianische Grenze und grenzt dort an den brasilianischen Nationalpark Serra do Divisor. Das Schutzgebiet befindet sich im Amazonastiefland. Ein etwa 17 km langer und bis zu 480 m hoher Höhenrücken durchzieht den zentralen Teil des Gebietes in Nord-Süd-Richtung.
Das Areal lässt sich durch folgende Koordinaten grob definieren:
(, 
,
,
,
,
,
,
,
,
,
,
).

## Ökologie
Zur Fauna des Gebietes gehören der Puma, der Jaguar, der Waldhund (Speothos venaticus), der Springtamarin (Callimico goeldii), der Rote Brüllaffe (Alouatta seniculus), der Silberne Wollaffe (Lagothrix poeppigii) sowie die Harpyie.
Zur Flora des Gebietes gehören die Westindische Zedrele (Cedrela odorata) und das Amerikanische Mahagoni (Swietenia macrophylla).